# Stadtdekanat Mannheim
Das Katholische Stadtdekanat Mannheim (auch Dekanat Mannheim) ist seit 1902 eine Untergliederung des römisch-katholischen Erzbistums Freiburg. Gegenwärtig leben knapp über 100.000 Katholiken in Mannheim. Das Stadtdekanat hat 2012 den 98. Deutschen Katholikentag mit dem Motto „Einen neuen Aufbruch wagen“ ausgerichtet.

## Geschichte
Ursprünglich gehörte Mannheim zum Bistum Worms. Das Ziel des Großherzogtums Baden war es, eine möglichst vollständige Deckung der kirchlichen und politischen Grenzen zu erreichen. Mit dem Verzicht von Bischof Karl Theodor von Dalberg auf das Bistum Worms war dessen Ende eine beschlossenen Sache. Die Dekanate Heidelberg und Weinheim, die früher zu Worms und zum Erzbistum Mainz gehört hatten, wurden 1827 dem neuen Erzbistum Freiburg zugeordnet. Dabei gehörten alle Pfarreien nördlich des Neckars zum Dekanat Weinheim, die südlich des Neckars zum Dekanat Heidelberg.
Durch die Industrialisierung erlebte Mannheim in der zweiten Hälfte des 19. Jahrhunderts eine Bevölkerungsexplosion, in deren Folge sich die Stadt vergrößerte, neue Pfarrgemeinden gegründet wurden und frühere eigenständige Gemeinden mit ihren Pfarreien eingemeindet wurden.
Gleichzeitig wurde in den 1880er Jahren die Römisch-Katholische Kirche als Körperschaft des öffentlichen Rechts anerkannt. Dadurch erhielt sie das Recht auf eine eigene Besteuerung. Mehrere Kirchengemeinden konnten sich zum Zwecke der gemeinschaftlichen Ausübung des Besteuerungsrechts zu einer Gesamtkirchengemeinde vereinigen. 1893 wurden deshalb die Obere und Untere Pfarrei Mannheim zu einer Gesamtkirchengemeinde Mannheim zusammengeschlossen. Eine Kirchensteuerkasse wurde eingerichtet, die die Kirchensteuer der juristischen Personen und die Kirchensteuer auf Grundbesitz verwaltete. Damit wurden die Ausgaben für die Religionsausübung bestritten und zentrale Verwaltungsaufgaben für alle Pfarrgemeinden der Stadt übernommen. Damit konnten auch die vielen Kirchenneubauten der Zeit finanziert werden. Die einzelnen Kirchengemeinden blieben aber weiterhin bestehen.
Diesen Veränderungen mussten in der Folge auch die Dekanate angepasst werden. Deshalb verfügte Erzbischof Thomas Nörber 1901 und 1902 eine Neugliederung, wonach in den großen Städten (Freiburg, Karlsruhe und Mannheim) jeweils eigenen Stadtdekanate eingerichtet wurden. Ziel war es, dass der seelsorgerische Auftrag in den damals schnell wachsenden großstädtischen Lebensräumen realisierbar bleibt. Am 23. Januar 1902 wurde das römisch-katholische Stadtdekanat Mannheim gebildet und der Pfarrer der Jesuitenkirche Mannheim, Prälat Joseph Bauer, wurde zum Dekan bestimmt.
Das Mannheimer Dekanat ist seit der Dekanatsreform ab dem 1. Januar 2008 eines von 26 Dekanaten in der römisch-katholischen Diözese Freiburg. Es bildet zusammen mit den Dekanaten Heidelberg-Weinheim, Wiesloch und Kraichgau die Region Rhein / Neckar.
Zum 1. Januar 2015 wurde die Anzahl der Seelsorgeeinheiten des Stadtdekanats im Zuge der Gebietsreform in der Erzdiözese Freiburg von elf auf sieben verringert.

## Aufgaben
Die Aufgabe des Dekans ist es, im Auftrag des Bischofs zu handeln und ihn zu unterstützen. Er hat die Geistlichen seines Gebiets zu betreuen und ihre Amtsführung zu beaufsichtigen. Die Dekanate haben als mittlere Verwaltungsbezirke die Seelsorge zu fördern und die wissenschaftliche und praktische Ausbildung der Geistlichen zu pflegen. Das Dekanat übernimmt die pastoralen Aufgaben und Einrichtungen, die wegen ihrer speziellen Zielsetzung die Möglichkeiten der unteren pastoralen Ebene (der Seelsorgeeinheiten und Pfarreien) übersteigen.
Das höchste Laiengremium ist der Dekanatsrat, der sich aus dem Dekan, dem Kämmerer und dem Schuldekan kraft Amtes sowie aus bis zu zwei Vertretern der mit amtlichen Auftrag im Dekanat tätigen Geistlichen zusammen. Zudem gehören ihm zwei Vertreter der Pastoralreferenten und Gemeindereferenten an. Jede Pfarrgemeinde wählt schließlich aus der Mitte der Pfarrgemeinderäte ein Vertreter in dieses Gremium. Hinzu kommen Vertreter der Religionslehrer, des Caritasverbands und der Katholischen Bildungswerke.

## Die Dekane des erzbischöflichen Stadtdekanats Mannheim
Seit der Gründung des Stadtdekanats Mannheim hatten die folgenden Geistlichen das Amt des Stadtdekans inne:
- 1902–1946: Prälat Joseph Bauer
- 1949–1956: Geistlicher Rat Otto-Michael Schmitt
- 1956–1970: Prälat Karl Nikolaus
- 1970–1982: Monsignore Franz Völker
- 1982–2005: Monsignore Horst Schroff
- seit 2005: Dekan  Karl Jung[3]

## Struktur
Zum Stadtdekanat Mannheim gehören die folgenden sieben Seelsorgeeinheiten, die zum 1. Januar 2015 aus den bisher elf Seelsorgeeinheiten gebildet wurden. Zum Stadtgebiet von Mannheim kommen die Gemeinden Edingen-Neckarhausen und Ilvesheim dazu:
- Seelsorgeeinheit Mannheim Johannes XXIII. 
Sie entstand durch den Zusammenschluss der Seelsorgeeinheit Mannheim City mit der Seelsorgeeinheit am Luisenpark Sie umfasst die am 1. September 2005 gegründete Pfarrgemeinde St. Sebastian mit den drei gleichberechtigten Kirchen Jesuitenkirche, St. Sebastian und Liebfrauenkirche sowie die Pfarrgemeinden Heilig-Geist, St. Peter in der Schwetzingerstadt-Oststadt und St. Pius in Neuostheim-Neuhermsheim.
- Seelsorgeeinheit Mannheim Neckarstadt
Hierfür schließen sich die Seelsorgeeinheiten Neckarstadt-Ost und Mannheim-Neckarstadt-West zusammen. Dazu gehören dann die ehemaligen Pfarrgemeinden St. Bonifatius, St. Bernhard, Herz-Jesu und St. Nikolaus.
- Seelsorgeeinheit Mannheim Nord
Sie wird gebildet durch den Zusammenschluss der Seelsorgeeinheiten Käfertal-Vogelstang mit den Gemeinden Zwölf-Apostel, St. Laurentius sowie St. Hildegard und der Seelsorgeeinheit Waldhof-Gartenstadt
Die Seelsorgeeinheit Waldhof-Gartenstadt wurde gebildet durch die Pfarrgemeinden St. Franziskus, St. Elisabeth und St. Lioba sowie der Seelsorgeeinheit Sandhofen-Schönau. Hierzu gehören die Pfarrgemeinden Guter Hirte, St. Bartholomäus und St. Michael.
- Seelsorgeeinheit Mannheim-Maria Magdalena
 Sie wird aus den ehemaligen Seelsorgeeinheiten Käfertal-Vogelstang und  Mannheim-Ost gebildet. Die Pfarrgemeinden St. Laurentius und St. Hildegard liegen in MA-Käfertal, Zwölf-Apostel in MA-Vogelstang, die Gemeinden St. Peter und Paul und Christ-König liegen in den Stadtteilen Feudenheim und Wallstadt, die Pfarrgemeinde St. Peter in der Neckarinselgemeinde Ilvesheim.
- Seelsorgeeinheit Mannheim-St. Martin
 Sie besteht aus den Pfarrgemeinden St. Aegidius (MA-Seckenheim), St. Bonifatius (MA-Friedrichsfeld), St. Bruder Klaus (Edingen) und St. Andreas (Neckarhausen).
- Seelsorgeeinheit Mannheim-Südwest
Die Pfarrgemeinden St. Jakobus in Neckarau, St. Josef auf dem Lindenhof und Maria-Hilf auf dem Almenhof bilden diese Seelsorgeeinheit.
- Seelsorgeeinheit Mannheim-Süd
Die Pfarrgemeinden St. Antonius, St. Konrad, St. Theresia und St. Johannes liegen im Stadtteil Rheinau.[4]

Zum Stadtdekanat gehört auch die Katholische Hochschulgemeinde.

## Einrichtungen
Das Stadtdekanat unterhält 26 Kirchen, das Mädchenhaus St. Agnes, das Katholische Jugendheim Emilie-Hucht-Haus, das Haus der Jugend, die Ferienkolonie St. Georg, 3 Kinderheime und 36 Kindergärten.

## Sonstiges
Seit 2006 verleiht das Stadtdekanat als höchste Auszeichnung für Verdienste um die katholische Stadtkirche die Joseph-Bauer-Medaille, die an den ersten Stadtdekan Mannheims erinnert. Zu den Preisträgern gehören unter anderem Altbundeskanzler Helmut Kohl (2006), der langjährige Mesner Lothar Schiffmacher (2007) sowie Monsignore Horst Schroff (2009).